# 어린 왕자 (1974년 영화)
어린 왕자(The Little Prince)는 미국에서 제작된 스탠리 도넌 감독의 1974년 뮤지컬, SF, 가족 영화이다. 앙투안 드 생텍쥐페리의 동명의 소설을 바탕으로 제작되었다. 리처드 킬리 등이 주연으로 출연하였고 스탠리 도넌 등이 제작에 참여하였다.

## 출연

### 주연
- 리처드 킬리
- 스티븐 워너
- 밥 포시
- 진 와일더
- 조스 아클랜드

### 조연
- 클리브 레빌
- 도나 맥케츠니
- 빅터 스피네티
- 그레이엄 크로우덴

## 제작진
- 원작자: 앙트완느 드 생텍쥐페리
- 미술: 존 배리
- 의상: 셜리 러셀